# Türkgücü München
Der Türkgücü München e. V. (übersetzt etwa „Türkische Kraft München“; ehemals Türkischer SV München und SV Türkgücü-Ataspor München) ist ein Fußballverein aus München. Der Verein entstand im Jahre 2001 als Nachfolger des insolventen SV Türk Gücü München. Deutschlandweit bekannt wurde der Türkgücü München nach dem Einstieg von Hasan Kivran, unter dem man von der sechstklassigen Landesliga Bayern bis in die 3. Liga aufstieg und somit in den Spielzeiten 2020/21 sowie 2021/22 im Profifußball spielte. Nach dem Ende der finanziellen Unterstützung Kivrans musste die Türkgücü München Fußball GmbH & Co. KGaA, in die die Profimannschaft ausgegliedert worden war, Insolvenz anmelden und den Spielbetrieb im Laufe der zweiten Drittligaspielzeit einstellen. Seit der beginnenden Liquidation der GmbH & Co. KGaA spielte die erste Mannschaft seit der Saison 2022/23 wieder unter dem Dach des e. V. in der viertklassigen Regionalliga Bayern, aus der man 2025 in die fünftklassige Bayernliga (Staffel Süd) abstieg.

## Geschichte

### Vorgängerverein
Der SV Türk Gücü München wurde im Jahre 1975 von einer Gruppe türkischer Migranten gegründet. Von 1988 bis 1992 sowie von 1994 bis 1996 spielte die Mannschaft in der seinerzeit drittklassigen Bayernliga und lockte bei Spielen gegen den TSV 1860 München bis zu 12.000 Zuschauer ins Dantestadion. Auch im Volleyball war der Verein erfolgreich. Die Männer- und Frauenmannschaft spielte in der Saison 1987/88 jeweils in der Bundesliga. Im Jahr 2001 musste der Verein Insolvenz anmelden und wurde aufgelöst. Hintergrund war die Rückkehr des Präsidenten und Geldgebers Ergun Berksoy in die Türkei.

### Gründung und Zeit im Amateurfußball (2001 bis 2016)
Als Nachfolgeverein wurde der Türkische SV München gegründet, der gleich in seiner ersten Saison aus der damals fünftklassigen Landesliga abstieg und 2005 den Gang in die Bezirksliga gehen musste. Im Jahre 2008 ging es für den Verein hinunter in die Kreisliga, bevor der Türkische SV ein Jahr später mit dem Bezirksligisten SV Ataspor München fusionierte, der im Jahre 1981 als Abspaltung vom SV Türk Gücü München entstanden war. Der SV Türkgücü-Ataspor stieg im Jahre 2013 nach erfolgreichen Relegationsspielen gegen den TSV Bobingen und den TSV Grünwald in die Landesliga auf.

### Einstieg von Hasan Kivran und Aufstieg in den Profifußball (2016–2022)
2016 stieg der Unternehmer Hasan Kivran als Präsident beim SV Türkgücü-Ataspor ein und investierte hohe Summen. Im Sommer 2017 wurde stark in die Mannschaft investiert und neben Trainer Andreas Pummer gleich fünf Spieler vom Bayernligameister FC Unterföhring geholt. Als Ziel wurde der Aufstieg in die Regionalliga Bayern bis 2020 vorgegeben. Nach Startschwierigkeiten lieferte sich Türkgücü-Ataspor ein Duell mit dem SE Freising um die Meisterschaft. Die Entscheidung fiel am vorletzten Spieltag, als die Münchner zum direkten Duell nach Freising reisen mussten. Der 3:1-Sieg sicherte die Meisterschaft und den Aufstieg in die fünftklassige Bayernliga.
Gleich in der ersten Bayernliga-Saison gelang als Meister der Südstaffel der Durchmarsch in die Regionalliga Bayern, so dass das selbstgesteckte Ziel bereits ein Jahr früher erreicht wurde.
Nach dem Aufstieg in die Regionalliga wurde im Juni 2019 eine Namensänderung auf Türkgücü München beschlossen. Der alte Vereinsname wäre laut Kaderplaner Robert Hettich „schlicht zu lang gewesen, außerdem wäre in den Medien mal von Türkgücü, mal von Türkata, mal von TGA die Rede gewesen“. Darüber hinaus übernahm Reiner Maurer, der Erfahrungen aus dem Profifußball mitbrachte, das Traineramt des Kaders, der nahezu komplett ausgetauscht wurde. Erfahrene Drittliga- und Regionalligaspieler wie Mario Erb, Benedikt Kirsch oder Karl-Heinz Lappe wurden verpflichtet, Kapitän Yasin Yılmaz war mit zweijähriger Vereinszugehörigkeit mittlerweile der dienstälteste Spieler. Außerdem wurde der Spielbetrieb in die Türkgücü München Fußball GmbH ausgegliedert und Robert Hettich zu deren Geschäftsführer ernannt. Das Ziel war nun, bis 2023 in die 2. Bundesliga aufzusteigen.
Nach einem ordentlichen Start und einer zwischenzeitlichen Tabellenführung am 2. Spieltag eroberte die Mannschaft am 14. Spieltag erneut die Tabellenspitze und wurde nach 17 Partien Herbstmeister. Im Januar 2020 verpflichtete der Verein den ehemaligen türkischen Nationalspieler und bundesligaerfahrenen Sercan Sararer. Am 29. Februar 2020 trennten sich der Verein und sein Geschäftsführer Robert Hettich einvernehmlich. Sein Nachfolger wurde der 23-jährige Student Maximilian Kothny, der zuvor „Spielbetriebsleiter“ gewesen war. Mitte März wurde der Spielbetrieb deutschlandweit aufgrund der COVID-19-Pandemie unterbrochen, zu diesem Zeitpunkt stand Türkgücü weiterhin auf dem 1. Tabellenrang. Der BFV meldete den Verein am 21. Juni 2020 ordentlich als Aufsteiger für die 3. Liga zur Saison 2020/21. In der später fortgeführten Regionalligaspielzeit wurde Türkgücü München daher aus der Wertung gestrichen.
Zur Spielzeit 2020/21 stellte der Klub Alexander Schmidt, der zuletzt in der österreichischen Bundesliga gewirkt hatte, als Nachfolger von Cheftrainer Maurer vor. Der Kader wurde mit über 20 Neuzugängen nahezu komplett neu aufgebaut. Verpflichtet wurden u. a. der Niederländer Tom Boere (KFC Uerdingen 05) und der Kroate Petar Slišković (MSV Duisburg), die über Erfahrung in der Eredivisie bzw. Bundesliga und 2. Bundesliga verfügten. Vor der kurzen Winterpause stand Türkgücü nach 16 Spielen mit 24 Punkten auf dem 8. Platz, wobei der Rückstand auf einen direkten Aufstiegsplatz vier Punkte betrug. Kivran kündigte Ende Dezember 2020 seinen Rückzug an, revidierte seine Entscheidung aber Anfang Januar 2021 wieder. In der Zwischenzeit hatten vier Spieler, darunter der erst im Sommer verpflichtete Boere, den Verein verlassen. Anschließend wurde der Kader u. a. mit Maxime Awoudja (VfB Stuttgart, Bundesliga), Sebastian Maier (VfL Bochum, 2. Bundesliga) und Noel Niemann (Arminia Bielefeld, Bundesliga) von höherklassigen Vereinen weiter verstärkt. Die Mannschaft gewann die ersten beiden Spiele nach der Winterpause, blieb allerdings in der Folge fünfmal sieglos, womit sich der Abstand auf einen direkten Aufstiegsplatz auf 8 Punkte – bei einem Spiel mehr – vergrößerte. Daher trennte sich der Aufsteiger Anfang Februar 2021 von Alexander Schmidt und der bisherige Co-Trainer Andreas Pummer wurde Interimstrainer. Nach zwei Siegen unter Pummer wurde schließlich Serdar Dayat als neuer Cheftrainer verpflichtet. Anfang Mai 2021 musste Dayat, der den Verein am Saisonende ohnehin verlassen hätte, aufgrund von Rückenproblemen die Mannschaft für die letzten drei Spiele wieder an Pummer, der Dayat bereits am 35. Spieltag vertreten hatte, abgeben. Türkgücü schloss seine erste Spielzeit im Profibereich schließlich mit 47 Punkten auf dem 13. Platz ab. Durch den erstmaligen Gewinn des Toto-Pokals zog man in den DFB-Pokal ein, in dem man bis dato noch nie gespielt hatte.
Zur Saison 2021/22 übernahm Petr Ruman, zuvor drei Jahre lang Co-Trainer beim Zweitligisten Greuther Fürth, die Mannschaft, welche erneut stark verändert wurde. So verließen vor Saisonbeginn 21 Spieler den Verein, 17 neue Akteure wurden hingegen verpflichtet, dazu verließ der langjährige Co-Trainer und zuletzt Interimstrainer Andreas Pummer den Verein. Mit Paterson Chato, Moritz Kuhn, Mergim Mavraj oder Albion Vrenezi wurde verstärkt Personal mit Zweitligaerfahrung geholt. Nach jeweils drei Siegen, Unentschieden und Niederlagen aus den ersten neun Ligaspielen sowie dem Ausscheiden in der ersten Runde des DFB-Pokals gegen den Bundesligisten Union Berlin trennte sich der Verein auf dem 10. Platz stehend wieder von Ruman und ersetzte ihn durch Peter Hyballa.
Bereits rund zwei Monaten später trennte sich der Verein Ende November 2021 auch wieder von Hyballa. Die Mannschaft hatte unter ihm in sieben Ligaspielen zweimal gewonnen und fünfmal verloren, davon zuletzt viermal in Folge, wodurch man in die Abstiegszone geriet. Zudem war man im Viertelfinale des Toto-Pokals gegen den Regionalligisten TSV Aubstadt ausgeschieden. Für die letzten vier Drittligaspiele vor der Winterpause übernahm der Co-Trainer Alper Kayabunar die Mannschaft, womit der Verein den erlaubten Zeitraum ohne Fußballlehrer überschritt. Nach der Winterpause übernahm Andreas Heraf die abstiegsbedrohte Mannschaft, die zuvor unter Kayabunar nur drei Punkte geholt hatte. Ende Januar 2022 musste die Fußball GmbH & Co. KGaA einen Antrag auf Eröffnung eines Insolvenzverfahrens stellen, da zunächst zugesagte Gesellschaftermittel zum Ausgleich von Finanzlücken, die im Rahmen der Nachlizensierung für die Spielzeit festgestellt wurden, doch nicht geflossen waren (siehe Abschnitt Fußball GmbH & Co. KGaA). Der DFB bestrafte den Verein aufgrund der Insolvenz und der Liquiditätslücke mit einem Abzug von elf Punkten, womit die Mannschaft, die sich mit 26 erspielten Punkten nach dem 26. Spieltag ohnehin in Abstiegsgefahr befunden hatte, abgeschlagen auf den letzten Platz zurückfiel und ebenjene elf Punkte Rückstand auf einen Nicht-Abstiegsplatz hatte. Da sich kein neuer Investor fand, musste der Spielbetrieb Ende März 2022 nach dem 31. Spieltag eingestellt werden. Alle Türkgücü-Spiele wurden aus der Wertung genommen.

### Gegenwart (seit 2022)
Mit der beginnenden Liquidation der Türkgücü München Fußball GmbH & Co. KGaA war wieder der Türkgücü München e. V. Lizenznehmer und für die sportliche Planung verantwortlich. Hasan Kivran trat als Präsident des e. V. zurück. Auf einer außerordentlichen Mitgliederversammlung wurde ein neuer Vorstand um den Vorsitzenden Taskin Akkay gewählt. Der Bayerische Fußball-Verband erteilte dem e. V. für die Saison 2022/23 die Lizenz für die viertklassige Regionalliga Bayern; neuer Cheftrainer wurde Alper Kayabunar, der die Mannschaft bereits in der Vorsaison kurzzeitig interimsweise betreut hatte. In dieser Spielzeit erreichte die Mannschaft knapp den Klassenerhalt, nur aufgrund der etwas besseren Tordifferenz ließ man den Abstiegsrelegationsteilnehmer SpVgg Ansbach 09 hinter sich. In der Folgesaison 2023/24 spielte Türkgücü eine ordentliche Hinrunde, brach jedoch in der Rückserie ein und gewann zwischen dem 21. und dem 32. Spieltag kein Spiel mehr. Letztendlich reichten die in der Hinserie erspielten Punkte aber trotzdem für den zehnten Platz. In der Saison 2024/25 beschloss der Bayerische Fußball-Verband im Mai 2025, dem Verein für die kommende Saison keine Lizenz für die Regionalliga zu erteilen, da die hierfür erforderlichen Bedingungen nicht erfüllt worden waren. Auch sportlich wäre Türkgügü allerdings als Tabellenletzter in die Bayernliga abgestiegen.
Nach dem 3. Spieltag der Saison 2025/26 verließ der erst neu geholte Cheftrainer Slaven Skeledžić auf Eigeninitiative hin den Verein. Zu diesem Zeitpunkt stand die Mannschaft, die bis auf vier alle weiteren Spieler aus der letzten Regionalligasaison verloren hatte, mit 0:10 Toren auf dem letzten Platz. Skeledžić gab unter anderem an, vertraglich vereinbarte Gehaltszahlungen nicht erhalten zu haben.

## Statistik

### Erfolge
- Bayerischer Landespokalsieger: 2021
- Aufstieg in die 3. Liga: 2020
- Meister der Bayernliga Süd und Aufstieg in die Regionalliga Bayern: 2019
- Meister der Landesliga Bayern Südost und Aufstieg in die Bayernliga Süd: 2018
- Meister der Bezirksliga Oberbayern Nord und Aufstieg in die Landesliga Bayern Südost: 2013

### Saisonbilanzen
| Saison  | Liga                          | Klasse | Platz                                               | Tore                                                | Punkte                                              | Ergebnis | Zusch.-Schnitt |
| ------- | ----------------------------- | ------ | --------------------------------------------------- | --------------------------------------------------- | --------------------------------------------------- | -------- | -------------- |
| 2001/02 | Landesliga Bayern-Süd         | V      | 019.                                                | 45:106                                              | 23                                                  | Abstieg  | 104            |
| 2002/03 | Bezirksoberliga Oberbayern    | VI     | 013.                                                | 37:44                                               | 38                                                  |          |                |
| 2003/04 | Bezirksoberliga Oberbayern    | VI     | 09.                                                 | 39:44                                               | 40                                                  |          |                |
| 2004/05 | Bezirksoberliga Oberbayern    | VI     | 015.                                                | 35:54                                               | 26                                                  | Abstieg  |                |
| 2005/06 | Bezirksliga Oberbayern-Ost    | VII    | 011.                                                | 43:49                                               | 38                                                  |          |                |
| 2006/07 | Bezirksliga Oberbayern-Ost    | VII    | 010.                                                | 42:42                                               | 40                                                  |          |                |
| 2007/08 | Bezirksliga Oberbayern-Ost    | VII    | 015.                                                | 33:52                                               | 23 1                                                | Abstieg  |                |
| 2008/09 | Kreisliga München 3           | IX 2   | 05.                                                 | 48:50                                               | 45                                                  |          |                |
| 2009/10 | Bezirksliga Oberbayern-Nord 3 | VIII   | 08.                                                 | 53:52                                               | 38                                                  |          |                |
| 2010/11 | Bezirksliga Oberbayern-Nord   | VIII   | 010.                                                | 48:59                                               | 38                                                  |          | 099            |
| 2011/12 | Bezirksliga Oberbayern-Nord   | VIII   | 05.                                                 | 65:51                                               | 50                                                  |          | 101            |
| 2012/13 | Bezirksliga Oberbayern-Nord   | VII 4  | 02.                                                 | 71:28                                               | 66                                                  | Aufstieg | 104            |
| 2013/14 | Landesliga Bayern-Südost      | VI     | 012.                                                | 57:64                                               | 43                                                  |          | 108            |
| 2014/15 | Landesliga Bayern-Südost      | VI     | 010.                                                | 51:68                                               | 36                                                  |          | 117            |
| 2015/16 | Landesliga Bayern-Südost      | VI     | 011.                                                | 33:48                                               | 42                                                  |          | 110            |
| 2016/17 | Landesliga Bayern-Südost      | VI     | 06.                                                 | 59:41                                               | 49                                                  |          | 114            |
| 2017/18 | Landesliga Bayern-Südost      | VI     | 01.                                                 | 88:40                                               | 78                                                  | Aufstieg | 260            |
| 2018/19 | Bayernliga Süd                | V      | 01.                                                 | 59:30                                               | 68                                                  | Aufstieg | 207            |
| 2019/20 | Regionalliga Bayern           | IV     | 01.                                                 | 51:20                                               | 54                                                  | Aufstieg | 461            |
| 2020/21 | 3. Liga                       | III    | 013.                                                | 45:55                                               | 47                                                  |          | .000 5         |
| 2021/22 | 3. Liga                       | III    | Einstellung des Spielbetriebs nach dem 31. Spieltag | Einstellung des Spielbetriebs nach dem 31. Spieltag | Einstellung des Spielbetriebs nach dem 31. Spieltag | Abstieg  | 1472           |
| 2022/23 | Regionalliga Bayern           | IV     | 014.                                                | 48:51                                               | 50                                                  |          | 300            |
| 2023/24 | Regionalliga Bayern           | IV     | 010.                                                | 45:56                                               | 45                                                  |          | 256            |
| 2024/25 | Regionalliga Bayern           | IV     | 018.                                                | 31:67                                               | 22                                                  | Abstieg  | 307            |

## Umfeld

### Fußball GmbH & Co. KGaA
Im Juli 2019 wurde die Lizenzspielerabteilung in die Türkgücü München Fußball GmbH ausgegliedert. 89 Prozent der Anteile wurden von der HK Erste Vermögensverwaltungs und Beratung GmbH von Hasan Kivran gehalten. Weitere 10 Prozent hält die NK Erste Vermögensverwaltungs & Beratung GmbH von Kivrans Geschäftspartner Naveen Kohli. Das übrige Prozent wurde vom Türkgücü München e. V. gehalten. Um die 50+1-Regel zu wahren, musste der e. V. in der Gesellschafterversammlung die Stimmenmehrheit halten. Da Kivran auch Vorstandsvorsitzender des e. V. war, wurde die GmbH faktisch von ihm kontrolliert.
Im August 2021 wurde die Türkgücü München Fußball GmbH in eine GmbH & Co. KGaA umgewandelt. Die zur Geschäftsführung berechtigte Komplementär-GmbH ist die Türkgücü München Management GmbH. Ihre Anteile werden stets vollständig vom e. V. gehalten, wodurch dieser die Kontrolle über das operative Geschäft innehat und die 50+1-Regel gewahrt wird. Im gleichen Monat wurde bekannt, dass man die Erlaubnis von der Bundesanstalt für Finanzdienstleistungsaufsicht für den Börsengang erhalten habe. Damit wäre der Verein nach Borussia Dortmund und der SpVgg Unterhaching der dritte deutsche Fußballverein geworden, der an der Börse notiert wird. Ende August 2021 begann nach einer vorbörslichen Kapitalerhöhung eine siebenwöchige Zeichnungsphase für Fans, Privatanleger und Investoren zum Preis von 12 Euro pro Aktie. Es konnten 666.666 Aktien gezeichnet werden, was knapp 8 Millionen Euro eingebracht hätte. Dieses Ziel wurde jedoch verfehlt, sodass der Börsengang vertagt wurde.
Nachdem im Zuge der Nachlizensierung für die Saison 2021/22 ein erforderlicher Finanzbedarf festgestellt worden war und die zum Ausgleich zunächst zugesagten Gesellschaftermittel nicht gezahlt worden waren, stellte die Türkgücü München Fußball GmbH & Co. KGaA am 31. Januar 2022 beim Amtsgericht München einen Antrag auf Eröffnung eines Insolvenzverfahrens. Dieses wurde am 28. März 2022 eröffnet (Aktenzeichen: 1513 IN 198/22).

### Stadion

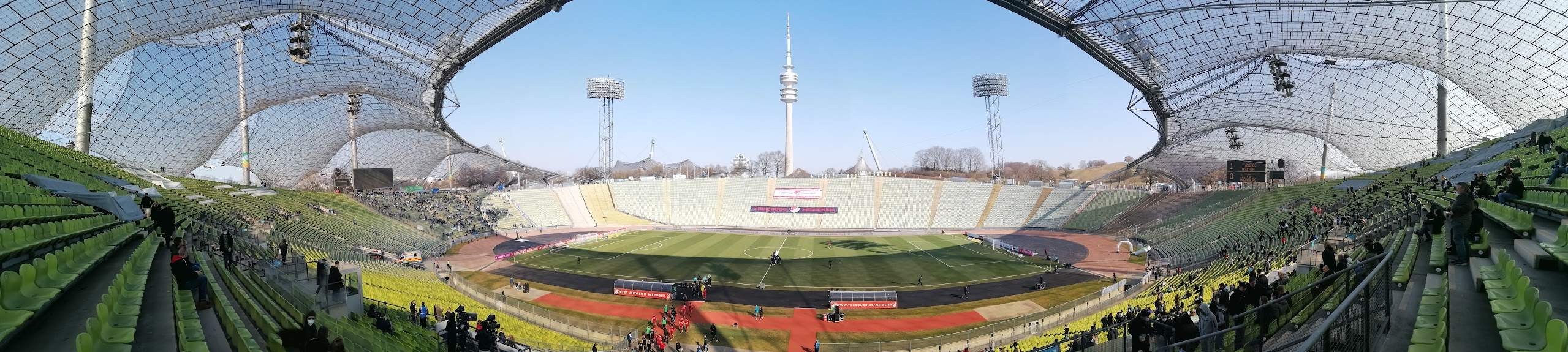
Drittligaspiel von Türkgücü München im Olympiastadion (März 2022)

Heimspielstätte war zunächst die Bezirkssportanlage Heinrich-Wieland-Straße nahe dem Ostpark. In der Bayernliga wurde östlich der Stadt im Sportpark Heimstetten des SV Heimstetten gespielt. Nach dem Aufstieg in die Regionalliga Bayern spielte man bis zur Winterpause der Saison 2019/20 in Heimstetten und wäre zur Rückrunde ins Städtische Stadion an der Grünwalder Straße gewechselt, wo als Hauptnutzer die Drittligisten 1860 und Bayern München II spielen. Aufgrund der sich ausbreitenden COVID-19-Pandemie kam es für Türkgücü jedoch zu keinem Regionalligaheimspiel mehr, lediglich ein Testspiel gegen die Amateure des FC Bayern wurde im Januar 2020 an der Grünwalder Straße ausgetragen.
Nachdem Türkgücü zum Aufsteiger in die 3. Liga erklärt worden war und der TSV 1860 seine Aufstiegshoffnungen hatte begraben müssen und in der Drittklassigkeit verblieb, ergab sich für die Saison 2020/21 die Problematik, dass gemäß der Statuten des DFB als Veranstalter der 3. Liga keine drei Vereine in einem Stadion spielen dürfen. Man einigte sich dahingehend, dass Türkgücü einige Spiele an der Grünwalder Straße austragen darf und nach Genehmigung durch die Stadt in jener Saison bis zu acht Heimspiele im Münchner Olympiastadion ausgetragen werden können. Als „uneingeschränkt verfügbare Spielstätte“ wurde zudem die Würzburger Flyeralarm Arena gemeldet, ebenso wurde die Wacker-Arena in Burghausen als mögliche Spielstätte benannt. Türkgücü trug letztendlich acht Spiele im Olympiastadion und elf an der Grünwalder Straße aus.
Die ersten vier Liga-Heimspiele der Saison 2021/22 und das Erstrundenspiel im DFB-Pokal 2021/22 absolvierte Türkgücü im Grünwalder Stadion und zog zum 10. Spieltag in das Olympiastadion um. Damit dies auch im Winter möglich war, wurde eine neue Rasenheizung verlegt. Die restlichen elf Liga-Heimspiele bis zur Einstellung des Spielbetriebs fanden im Olympiastadion statt.
In der Saison 2022/23 wollte Türkgücü zunächst neben maximal 12 Spielen an der Grünwalder Straße seine Heimspiele in Fürstenfeldbruck austragen. Der Fürstenfeldbrucker Stadtrat verweigerte aber seine Zustimmung. Auch bei den seitens Türkgücü angefragten Spielstätten in Unterhaching und Heimstetten erfolgte eine Ablehnung, so dass als Ausweichstadion letztendlich erneut das Olympiastadion gemeldet wurde. Die Mannschaft absolvierte 7 Ligaspiele und ein Toto-Pokal-Spiel an der Grünwalder Straße, ehe die Stadt mitteilte, dass Türkgücü das Stadion aufgrund der hohen Auslastung bis Ende 2022 nicht mehr zur Verfügung stehe. Zudem waren Stadt und Verein uneinig, ob das Pokalspiel in die vereinbarten 12 Spiele reinzählt. Türkgücü einigte sich Anfang November 2022 mit dem SV Heimstetten dann jedoch doch noch auf den Sportpark Heimstetten als Spielort. Somit konnte verhindert werden, dass eine teure Miete für das Olympiastadion fällig wird. Dafür hatte der Verein zuvor bei einem Ligaspiel das Heimrecht getauscht. Die übrigen 4 bzw. 5 zugesicherten Spiele will Türkgücü noch an der Grünwalder Straße austragen.
Auch in der Saison 2023/24 wurden die Heimspiele an der Grünwalder Straße und in Heimstetten ausgetragen. Vor der Saison 2024/25 musste Türkgücü aus dem Grünwalder Stadion ausziehen, da die drittklassig spielenden Frauen des FFC Wacker München den Vorzug erhielten. Türkgücü trägt seine Heimspiele in Heimstetten aus, zudem sollen vier Spiele im Städtischen Stadion an der Dantestraße (Dantestadion) möglich sein.

### Infrastruktur
Da seit dem Einstieg von Hasan Kivran Anfang 2016 fast ausschließlich in Spieler für die Herrenmannschaft investiert wurde, verfügte der Verein über keine Infrastruktur auf Profiniveau. Die Mannschaft trainierte weiterhin auf der Bezirkssportanlage in der Heinrich-Wieland-Straße, die zudem von weiteren Amateurvereinen sowie zum Betriebs- und Schulsport genutzt wurde. Sowohl der e. V. als auch die Fußball GmbH bzw. GmbH & Co. KGaA haben ihren Sitz in einem 14 Quadratmeter großen Containergebäude, das an der Bezirkssportanlage aufgestellt wurde.

### Jugendabteilung
Auch in der Jugendabteilung verfügt Türkgücü München über keine professionellen Bedingungen, da seit Kivrans Einstieg Anfang 2016 fast ausschließlich in die Herrenmannschaft investiert wurde. Laut den Statuten des DFB muss ein Profiverein für den Erhalt der Lizenz für die 3. Liga mindestens fünf Nachwuchsmannschaften unterhalten, wobei eine A-, B- und C-Jugend verpflichtend ist. Nach dem Drittligaaufstieg verfügte der Verein in der Saison 2020/21 über eine A-Jugend-Mannschaft, zwei B-Jugend-Mannschaften, eine C-Jugend-Mannschaft und eine D-Jugend-Mannschaft. Diese spielten allerdings alle höchstens auf Kreisliganiveau. Bei einem sportlichen Aufstieg der Profis in die 2. Bundesliga wäre für den Erhalt der Lizenz der Betrieb eines Nachwuchsleistungszentrums verpflichtend.
Für die Saison 2021/22 wurden keine neuen Jugendmannschaften gemeldet. Die U19 stieg innerhalb von drei Jahren von der fünftklassigen Kreisliga zur Saison 2023/24 in die zweitklassige Bayernliga auf.

### Sponsoren
Nach dem Aufstieg in den Profifußball zur Drittligasaison 2020/21 wurde Yayla, ein Hersteller für türkische Lebensmittel aus Krefeld, neuer Hauptsponsor, wohingegen Capelli Sport die Mannschaft ausrüstete. Als weiterer Sponsor wurde auf der Vereinswebsite Admiral Sportwetten präsentiert.
In der Saison 2021/22 verfügte Türkgücü zunächst über keinen Hauptsponsor, weshalb auf den Trikots der Schriftzug Überall Familie zu sehen war. Neben dem Ausrüster und „Exklusiv-Partner“ Capelli Sport verfügte der Verein stattdessen über sieben „Top-Partner“ und vier „Business-Partner“. Die Zahl der „Exklusiv-Partner“ wuchs im Laufe der Saison auf drei, die der „Top-Partner“ auf neun und die der „Business-Partner“ auf sechs. Anfang Februar 2022 präsentierte Türkgücü kurz nach dem Antrag auf Eröffnung eines Insolvenzverfahrens mit dem Finanzdienstleister Remitly einen neuen Hauptsponsor.

## Kritik und Kontroversen

### Rolle des Investors Hasan Kivran
Der Vereinspräsident und Hauptgesellschafter Hasan Kivran wurde in einem Bericht von Sport Inside als „Alleinherrscher“ bezeichnet. Thematisiert wurde zudem die „Abschwächung“ der 50+1-Regel, da Kivran auch Präsident des e. V. ist, der auf der Gesellschafterversammlung der Fußball GmbH die Stimmenmehrheit innehaben muss. Der ehemalige Cheftrainer Reiner Maurer berichtete etwa von WhatsApp-Nachrichten Kivrans mit „taktischen Vorgaben für das nächste Spiel“ oder wie er die Mannschaft aufstellen solle. Auch habe er „während der Spiele kontinuierlich Text- oder Sprachnachrichten in Richtung Bank geschickt“. Laut Kivran habe es „eine direkte Einflussnahme bzw. Vorgabe zu der Aufstellung“ nie gegeben. Laut Maurer sei auch der Ende Februar 2020 als Geschäftsführer der Fußball GmbH eingesetzte 23-jährige Student Maximilian Kothny, der über keinerlei Erfahrung im Profifußball verfügte und zuvor diverse Aufgaben im Verein innehatte, nur das „ausführende Organ, was der Präsident [Kivran] vorgibt“. In die gleiche Kerbe schlug der Präsident des Bayerischen Fußball-Verbands, Rainer Koch. Laut Koch werde Kothny als derjenige präsentiert, der die Entscheidungen trifft, was allerdings überhaupt nicht richtig sei, da tatsächlich allein Kivran das Sagen habe.
Nach Kivrans eigener Aussage sei er selbst Spieler des SV Türk Gücü München gewesen, bis er 23 Jahre alt war, also bis 1989. Laut Nachfragen der Süddeutschen Zeitung würden ihn Spieler aus dieser Zeit nicht kennen und er habe bis mindestens 1987 nicht für den Verein gespielt.

### Rechtsstreit um DFB-Pokal-Teilnahme 2020
Dem Bayerischen Fußball-Verband (BFV) stehen zwei Startplätze für die erste Hauptrunde des DFB-Pokals zu. Einer geht an den Sieger des Bayerischen Toto-Pokals, den anderen erhält der Meister der Regionalliga Bayern (sofern dies eine Zweitmannschaft ist, die bestplatzierte teilnahmeberechtigte Mannschaft). Da die Regionalligasaison 2019/20 aufgrund der COVID-19-Pandemie ab März 2020 unterbrochen und als einzige Regionalliga nicht abgebrochen wurde, stand die Frage im Raum, welcher Verein als Direktaufsteiger in die 3. Liga 2020/21 und welcher Verein für den DFB-Pokal 2020/21 gemeldet wird. Zum Zeitpunkt der Unterbrechung stand Türkgücü München mit neun Punkten Vorsprung vor dem 1. FC Schweinfurt 05 auf dem 1. Platz, wobei allerdings noch elf Spiele zu absolvieren waren und die Schweinfurter die Meisterschaft theoretisch noch hätten erreichen können. Laut dem BFV-Präsidenten Rainer Koch habe der Verband mit den betroffenen Vereinen am 8. Mai 2020 den Kompromiss ausgehandelt, dass Türkgücü als Aufsteiger gemeldet wird und die Schweinfurter dafür am DFB-Pokal teilnehmen. Am 31. Juli 2020 kam es laut Koch zu einem Treffen mit Hasan Kivran, bei dem dieser die Rechtslage akzeptiert habe. Kivran bezeichnete dies später als „unverbindliche mündliche Absprache“ für den Fall, dass sich „alle daran halten“.
Am 13. September 2020 hätte der 1. FC Schweinfurt 05 gegen den FC Schalke 04 in der ersten Hauptrunde antreten sollen. Zwei Tage zuvor gab das Landgericht München I einem Antrag von Türkgücü München vom Vortag statt und verpflichtete den BFV per einstweiliger Verfügung, die Meldung des 1. FC Schweinfurt 05 „vorläufig“ zu widerrufen und stattdessen Türkgücü München für die erste Hauptrunde „vorläufig“ zu melden. Der DFB wurde verpflichtet, dies zu akzeptieren. Nach Ansicht der auf Kartellrecht spezialisierten 37. Zivilkammer war das Aufrücken des 1. FC Schweinfurt 05 nicht von der Satzung des BFV gedeckt und damit rechtswidrig. Der DFB setzte daraufhin das Spiel zwischen Schalke und Schweinfurt ab.
Laut Kivran habe der 1. FC Schweinfurt 05 versucht, gegen die Lizenzierung von Türkgücü für die 3. Liga vorzugehen und damit den Kompromiss gebrochen. Am 28. August 2020 hatte der Verein eine E-Mail vom DFB erhalten, dass die Schweinfurter die Unterlagen für das Lizenzierungsverfahren von Türkgücü angefordert hatten. Geschäftsführer Kothny hatte daraufhin mehrfach öffentlich geäußert, dass der 1. FC Schweinfurt 05 Klage eingereicht habe. Dies nannte Kivran auf Nachfrage eine „unglückliche Formulierung“.
Der BFV und der DFB legten Widerspruch gegen die einstweilige Verfügung ein. Die 37. Zivilkammer hob die einstweilige Verfügung mit Urteil vom 30. September 2020 teilweise auf und änderte sie, indem sie dem BFV verpflichtete, die Meldung des 1. FC Schweinfurt 05 zu widerrufen und über die Meldung zur 1. DFB-Pokal-Hauptrunde unter Beachtung der Rechtsauffassung des Gerichts erneut zu entscheiden. Laut des Urteils hätte der BFV zwei Möglichkeiten gehabt: Die Meldung von Türkgücü München auf der Grundlage der Spielordnung vom 5. Mai 2020 oder eine kurzfristige Änderung der Spielordnung, auf deren Grundlage der 1. FC Schweinfurt 05 gemeldet werden könnte. Gegen das Urteil konnte Berufung beim Oberlandesgericht München eingelegt werden.
Am 8. Oktober 2020 gab der BFV bekannt, gegen das Urteil Berufung eingelegt zu haben und parallel dazu das zuständige Schiedsgericht in Nürnberg anrufen zu wollen. Am gleichen Tag setzte der DFB das Spiel auf den 3. oder 4. November neu an. Einen Antrag von Türkgücü München auf Feststellung der Unzulässigkeit dieses schiedsrichterlichen Verfahrens lehnte das Bayerische Oberste Landesgericht ab. Am 27. Oktober 2020 bestätigte das Schiedsgericht die Meldung des 1. FC Schweinfurt 05 durch den BFV. Kothny bezeichnete das Schiedsgericht anschließend als „Micky-Maus-Gericht“ und kündigte an, vor den Bundesgerichtshof zu ziehen. Jedoch schloss die Schiedsvereinbarung einen Gang zu den ordentlichen Gerichten aus. Am 3. November 2020 trat der 1. FC Schweinfurt schließlich gegen den FC Schalke 04 an.

### Angekündigter Rückzug von Kivran
Ende Dezember 2020 bestätigte der Verein, dass sich Kivran zurückziehen werde und seine Anteile an der Fußball GmbH zum Verkauf stünden. Zu diesem Zeitpunkt stand die Mannschaft nach 16 Spielen mit 24 Punkten auf dem 8. Platz, wobei der Rückstand auf einen direkten Aufstiegsplatz vier Punkte betrug. Türkgücü München äußerte daraufhin, dass das Fortbestehen von einem neuen Investor abhängig sei. Es sei aufgrund des schnellen sportlichen Aufstiegs nicht möglich, „ohne einen Geldgeber komplett auf eigenen Beinen zu stehen“. Bis zum 21. Januar 2021 musste die GmbH ihre Liquidität für den Rest der Saison beim DFB nachweisen, sodass sogar die Einstellung des Spielbetriebs in der laufenden Spielzeit im Raum stand. Daraufhin wechselte der erst im Sommer verpflichtete Tom Boere (9 Spiele, 2 Tore) zum Ligakonkurrenten SV Meppen und die Verträge von Thomas Haas (ohne Einsatz), Marco Holz (6 Spiele, 1 Tor) und Marco Raimondo-Metzger (ohne Einsatz) wurden aufgelöst.
Am 9. Januar 2021 kündigte Kivran in einem Interview mit Sport1 an, dem Verein als Investor erhalten zu bleiben. Seine „Verantwortlichen in der GmbH, die hohe Fan-Unterstützung in den zurückliegenden zwei Wochen und die Aussicht auf ein Nachwuchsleistungszentrum im Südosten von München“ hätten ihn seine Entscheidung überdenken lassen. Laut Kivran gebe es von der Stadt eine „ernst zu nehmende Bereitschaft“, dass Türkgücü ein Gelände bekomme, auf dem auch die Profis trainieren sollen. Zudem habe er „nach wie vor eine hohe Leidenschaft für diesen Klub“ und er sei nicht „Verwalter“, sondern „Entwickler“ des Vereins. Bis zum 21. Januar 2021 musste Türkgücü eine Liquiditätslücke schließen, was „in den nächsten Tagen“ geschehen werde. Die vier Abgänge hätten laut Kivran zur Schließung der Liquiditätslücke positiv beigetragen.
Der Kicker bezeichnete Kivrans Rückzugsankündigung als „Bluff“, um den 35 Spieler umfassenden „XXL-Kader“ ausdünnen zu können. Die Süddeutsche Zeitung titelte: „Weihnachtsente mit üblem Beigeschmack“. Kivran verhöhne „die eigenen Arbeitnehmer, die glauben mussten, bald arbeitslos zu sein.“ Die Stadt München widersprach Kivran kurz nach der Veröffentlichung des Interviews und äußerte, dass „keine Zusage“ ergangen sei. Türkgücü sei in einer „kurzen E-Mail-Korrespondenz“ nach Weihnachten lediglich davon unterrichtet worden, „dass die stadtinterne Prüfung bezüglich potenziell in Frage kommender städtischer Areale noch nicht abgeschlossen ist“.

### Überschreiten der Trainerfrist
Am 23. November 2021 trennte sich der Verein von seinem Cheftrainer Peter Hyballa. Daraufhin übernahm der Co-Trainer Alper Kayabunar interimsweise die Mannschaft. Da dieser nicht über die Fußballlehrer-Lizenz verfügte, durfte er laut den Statuten des DFB lediglich für 15 Werktage als Interimstrainer tätig sein. Kayabunar verantwortete die Mannschaft bei den Drittligaspielen am 29. November 2021, 4. Dezember 2021 und 10. Dezember 2021. Anschließend lief die Frist ab, Türkgücü präsentierte jedoch keinen neuen Cheftrainer. Der DFB forderte den Verein daraufhin zu einer Stellungnahme auf. Der Türkgücü-Geschäftsführer Maximilian Kothny äußerte, dass er sich nicht durch eine falsche Trainerentscheidung schwächen und keinen „Hampelmann“ für ein Spiel hinstellen werde, den er am Ende des Monats wieder entlasse. Kayabunar stand in der Folge auch beim Drittligaspiel am 18. Dezember 2021 – dem letzten vor der Winterpause – als Interimstrainer an der Seitenlinie. Am 27. Dezember 2021 stellte Türkgücü schließlich Andreas Heraf als neuen Cheftrainer vor.

## Persönlichkeiten

### Regionalligakader 2024/25
- Stand: 4. April 2025[92]

| Nr. | Nat.        | Spieler      | Geburtstag |
| 0 1 | Deutschland | Felix Thiel  | 22.07.1994 |
| 33  | Tschechien  | Iason Drobný | 29.05.2006 |

| Nr. | Nat.        | Spieler          | Geburtstag |
| 04  | Kosovo      | Mohamed Bekaj    | 25.04.2002 |
| 05  | Deutschland | Deniz Haimerl    | 19.03.2003 |
| 08  | Deutschland | Benedikt Hoppe   | 16.02.2001 |
| 15  | Albanien    | Faton Dzemailji  | 15.11.1998 |
| 17  | Deutschland | Christoph Rech   | 29.04.1993 |
| 20  | Kroatien    | Mihajlo Vjestica | 26.07.2005 |
| 27  | Deutschland | David Abrangao   | 08.08.2004 |

| Nr. | Nat.                    | Spieler           | Geburtstag |
| 06  | Deutschland             | Jonas Lindner     | 24.06.1998 |
| 18  | Bosnien und Herzegowina | Damian Ćorić      | 18.01.2006 |
| 22  | Schweiz                 | Tino Reich        | 27.02.2001 |
| 23  | Deutschland             | Michael Hutterer  | 25.12.1989 |
| 24  | Bosnien und Herzegowina | Emir Sejdović     | 25.04.2000 |
| 29  | Saint-Martin            | Romuald Lacazette | 03.01.1994 |
| 61  | Deutschland             | Ünal Tosun        | 05.10.1992 |
| 77  | Kroatien                | Romeo Ivelj       | 10.01.2005 |

| Nr. | Nat.        | Spieler          | Geburtstag |
| 07  | Turkei      | Rahmi Can Baş    | 11.07.1999 |
| 09  | Serbien     | Marko Popovic    | 30.12.2005 |
| 10  | Turkei      | Emre Tunc        | 05.07.1998 |
| 11  | Italien     | Yomi Scintu      | 20.05.1997 |
| 21  | Deutschland | Sandro Porta     | 26.05.2002 |
| 28  | Deutschland | Amar Cekić       | 21.12.1992 |
| 30  | Deutschland | Dominik Kurija   | 31.12.1998 |
| 62  | Deutschland | Serhat Imsak     | 20.07.1999 |
| 99  | Deutschland | Fatjon Celani    | 14.01.1992 |
|     | Deutschland | Mert Güzelarslan | 13.04.2006 |

### Ehemalige Spieler (Auswahl)
- Boubacar Barry
- Tom Boere
- Cacau
- Paterson Chato
- Mario Erb
- Franco Flückiger
- Patrick Hasenhüttl
- Michael Hofmann
- Daniel Jungwirth
- Erdal Kılıçaslan
- Michael Kokocinski
- Moritz Kuhn
- Filip Kusić
- Sebastian Maier
- Mergim Mavraj
- Leroy Mickels
- Sebastian Mitterhuber
- Sinan Neumaier-Süngüoğlu
- Luka Odak
- Pablo Pigl
- Christoph Rech
- Tim Rieder
- Sercan Sararer
- Deniz Sarı
- Lukas Scepanik
- Dieter Schönberger
- Stephan Thee
- Philip Türpitz
- René Vollath
- Albion Vrenezi
- Yasin Yılmaz

### Cheftrainer seit 2017
- Andreas Pummer (2017–2019)
- Reiner Maurer (2019–2020)
- Alexander Schmidt (2020–2021)
- Andreas Pummer (interim, 2021)
- Serdar Dayat (2021)
- Andreas Pummer (interim, 2021)
- Petr Ruman (2021)
- Peter Hyballa (2021)
- Alper Kayabunar (interim, 2021)
- Andreas Heraf (2022)
- Alper Kayabunar (seit 2022)